# Touristikassistent
Touristikassistent (kurz: TA) ist ein staatlich anerkannter Abschluss an Berufsfachschulen nach Landesrecht in Deutschland. Gemäß Kultusministerkonferenz ist dieser Berufsabschluss bundesweit anerkannt. Er kann in verschiedenen Bundesländern an staatlichen und privaten Berufsfachschulen erworben werden.

## Angebot und Voraussetzung
Dieser Ausbildungsgang wird in verschiedenen Bundesländern an staatlichen und privaten Berufsfachschulen angeboten. Da der Lehrplan und der Abschluss dem jeweiligen Landesrecht unterliegen, gibt es in den einzelnen Bundesländern unterschiedliche Zugangsvoraussetzungen und Lehrpläne sowie unterschiedliche Bezeichnungen des Berufsabschlusses.
In Baden-Württemberg, Sachsen und Thüringen ist die allgemeine bzw. die Fachhochschulreife erforderlich und die Ausbildung dauert 2 Jahre.
In Berlin ist die Ausbildung als 2-jährige und als 3-jährige Variante mit dem Zugang über die mittlere Reife möglich.
In Rheinland-Pfalz genügt die mittlere Reife als Zugang.
Vorkenntnisse in Englisch sowie einer zweiten Fremdsprache gehören in der Regel ebenfalls zu den Zugangsvoraussetzungen.

## Ausbildungsinhalte
Die Ausbildung beinhaltet zumeist verschiedene Schwerpunkte.
Zum einen ist dies der Unterricht in mindestens 2 Fremdsprachen (meist Englisch als 1. Fremdsprache und Französisch/Spanisch/Russisch als 2. Fremdsprache), in vielen Fällen kommt noch eine 3. Fremdsprache hinzu (z. B. Spanisch/Italienisch/Arabisch etc.)
Allgemeine wirtschaftliche Fächer wie BWL, VWL, Buchführung und Rechnungswesen bilden die Grundlage für eine solide kaufmännische Ausbildung und werden oft in Form von Lernfeldern/Handlungsbereichen angeboten (z. B. Managementprozesse vorbereiten, durchführen und dokumentieren, Märkte analysieren und Marketingprozesse gestalten, Finanzquellen erschließen und Finanzmittel einsetzen).
Das touristische Fachwissen wird in Fächern wie Reiseverkehrsgeografie, Tourismusbetriebslehre etc. oder ebenfalls in Handlungsbereichen (z. B. Reisen organisieren und verkaufen, Touristische Leistungen am Markt beschaffen) vermittelt.
Zusätzlich gibt es allgemeinbildende Fächer wie Deutsch und Sport, es werden EDV-Kenntnisse und Kenntnisse in touristischen Reservierungssystemen aufgebaut sowie Kommunikation, Rhetorik, Präsentationstechniken und Bewerbungstrainings angeboten.

## Praktische Ausbildung
Neben Projektarbeiten und Praxisphasen im Rahmen der schulischen Ausbildung müssen die angehenden Touristikassistenten ein mehrmonatiges Praktikum in einem touristischen Betrieb im In- oder Ausland absolvieren.

## Abschlussprüfungen
Die Ausbildung endet in der Regel mit einer staatlichen Abschlussprüfung die je nach Bundesland unterschiedlich strukturiert sein kann.
In den Fremdsprachen besteht sie oftmals aus einem schriftlichen und einem mündlichen Teil, da hierbei zusätzlich ein Sprachenzertifikat (siehe Gemeinsamer Europäischer Referenzrahmen) erworben werden kann.
In den anderen Fächern oder Handlungsbereichen werden schriftliche bzw. praktische Prüfungen abgelegt.

## Tätigkeitsbereiche und Berufsaussichten
Internationale Touristikassistenten sind in fast jedem Bereich der Tourismusbranche einsetzbar. Sie arbeiten z. B.
- bei einem Reiseveranstalter und sind dort für die Planung und Organisation von Reisen oder für die Vermarktung der Angebote zuständig
- in einem Fremdenverkehrsamt oder einer Kurverwaltung und beraten und betreuen dort Gäste aus aller Welt, erstellen in Zusammenarbeit mit Unternehmen vor Ort attraktive Pauschalangebote oder kümmern sich um Werbung für die Region, z. B. auf Messen
- bei einer Veranstaltungsagentur oder Eventagentur und planen und organisieren Tagungen, Kongresse oder Firmenevents
- in verschiedenen Urlaubsregionen als Reiseleiter für namhafte Veranstalter und betreuen die Gäste vor Ort
- in verschiedenen Ländern in einer Incoming-Agentur, wo sie Ausflüge und Rundreisen planen und in Zusammenarbeit mit Reiseveranstaltern aus Deutschland den Aufenthalt der Gäste vor Ort organisieren
- bei Marketinggesellschaften, die sich um die Vermarktung verschiedener Urlaubsdestinationen, ausländischer Hotels oder Fluggesellschaften kümmern (Marketingpläne erstellen, Kontakte zu Veranstaltern knüpfen, Messeauftritte planen uvm.)

Auch im Hotelbereich (Gästebetreuung, Sales und Marketing, Veranstaltungsplanung etc.), bei Fluggesellschaften oder Mietwagenunternehmen können Touristikassistenten interessante Arbeitsmöglichkeiten finden.
Durch die sehr breit gefächerte und praxisorientierte Ausbildung sind die Aussichten auf einen Arbeitsplatz im In- oder Ausland gut.

## Weiterbildung und Studium
Oftmals besteht die Möglichkeit eines Aufbaustudiums und die Touristikassistenten können einen Bachelor und/oder Master-Degree in Tourismus-Management erwerben. Viele Bildungsträger kooperieren mit entsprechenden Studieneinrichtungen im Ausland.